# كلاس ديكهوف
كلاس هينريكوس دومينيكوس ماريا ديكهوف (بالهولندية: Klaas Henricus Dominicus Maria Dijkhoff) هو سياسي وأكاديمي قانون هولندي من حزب الشعب من أجل الحرية والديمقراطية ولد في يوم 13 يناير 1981 في بلدة زولتاو في ألمانيا الغربية. أكمل دراسة القانون في جامعة تيلبورغ. عمل كمحاضر في جامعة تيلبورغ و جامعة إنهولاند للعلوم التطبيقية. في سنة 2010 انتخب كعضو في مجلس النواب الهولندي. في سنة 2017 اختاره رئيس الوزراء مارك روته لشغل منصب وزير الدفاع الا انه ترك المنصب بعد اسبوعين من شغله للمنصب. يشغل حالياً منصب زعيم حزب الشعب من أجل الحرية والديمقراطية في مجلس النواب الهولندي.